# Thomas Manning
Thomas Manning, né le 8 novembre 1772 à Broome et mort le 2 mai 1840 à Bath, est un explorateur et médecin britannique qui voyage au Tibet en 1811-1812.

## Biographie
Manning est né à Broome, dans le Norfolk. Il entre en 1790 au Gonville and Caius College de Cambridge pour étudier les mathématiques, mais n'obtient pas de diplôme « à cause de doutes au sujet des examens ». Depuis longtemps passionné par les études chinoises, il étudie la médecine et le chinois à Paris de 1800 à 1803. Napoléon l'autorise à regagner l'Angleterre au début de la Troisième Coalition. Son désir de découvrir l'Empire Céleste le conduit en 1807 à Canton, où il travaille trois ans, puis à Calcutta en 1810. Manning se rend à Rangpur avec un seul serviteur chinois et sans autorisation officielle. Le 29 octobre 1811, il arrive au dzong de Phari, à la frontière du Tibet, où il rencontre un général chinois avec ses troupes. Ayant guéri certains soldats, il est autorisé à les accompagner comme médecin. Il atteint ainsi finalement Lhassa, où il reste plusieurs mois. Il est le premier britannique à y entrer, ainsi que le premier à rencontrer le dalaï-lama, Lungtok Gyatso. Il est obligé de quitter Lhassa le 19 avril 1812. De retour à Calcutta à l'été 1813, il regagne Canton, où il reste jusqu'en 1816 : Au printemps 1817, il se rend pour la première fois à Pékin comme interprète d'une délégation britannique auprès de l'empereur Jiaqing. La délégation est expulsée au bout de quelques jours.
Durant son retour en Europe, Manning rend visite à Napoléon à Sainte-Hélène, pour le remercier de lui avoir accordé un passeport en 1803. Il est de retour en Angleterre en 1818 et meurt le 2 mai 1840 dans sa maison de Bath.

## Œuvre
Il ne publie rien sur son voyage, son rapport n'est imprimé qu'en 1876 conjointement à celui de George Bogle, par Sir Clements Markham, secrétaire de la Royal Geographical Society. 
Début décembre 1811, Manning atteint Lhassa qui lui inspire, peut-être en raison de la fatigue du voyage, une indifférence rêveuse et dont il fait une description d'un agréable exotisme, sans plus : « Si le palais est plus important que ce que j'avais imaginé, la ville, jusque-là me déçoit. Il n'y a dans son apparence rien de frappant, rien de plaisant. Les bâtiments sont noirs de suie et de crasse. Les rues sont remplies de chiens, dont certains grognent sans cesse en mâchonnant des débris de peaux qui traînent partout et dégagent une odeur de charnier ; d'autres boîtent et sont hagards ; d'autres ont des ulcérations et d'autres meurent de faim que les corbeaux picorent... [certains sont morts et leur cadavre est dévoré]. En bref, tout est minable, sordide, avec quelque chose d'irréel. Même la gaieté des habitants, leurs rires, je trouvais qu'ils paraissaient oniriques, hallucinants. C'était moi qui rêvais, sans doute, mais je ne pus me débarrasser de cette idée,. »
Décrivant les funérailles célestes ou sépultures de l'air, Manning eut ce trait d'esprit : « Les gens du Tibet ne mangent pas les oiseaux... au contraire, ils laissent les oiseaux les manger ».
Thomas Manning décrit sa rencontre avec le 9e dalaï-lama, âgé alors de cinq ans, dans des termes extasiés. « Le beau et fascinant visage du lama a absorbé toute mon attention », écrit-il. « Il avait des manières simples et sans affectation d'un enfant prince bien instruit. Je pense que son visage était d'une beauté radieuse. Il était d'une disposition joyeuse et heureuse. J'ai été extrêmement touché par cet entretien avec le lama. J'aurais pu pleurer par l'étrangeté de cette sensation. »
Manning décrit à quel point le Tibet central de l'époque était sous l'emprise de la Chine : chaque ville abritait un mandarin chinois et une petite garnison, des relais de poste chinois se trouvaient sur la route à intervalles réguliers, nombre de soldats chinois vivaient avec une Tibétaine et en avaient des enfants.
Il décrit les amban en ces termes : « En règle générale, il apparaissait que les grands mandarins de Lhassa sont des gredins et des crapules… Car Lhassa est une ville bien misérable : pour les grands mandarins, y être envoyé constitue une sorte de bannissement et ceux qui reçoivent cette affectation se sont le plus souvent rendus coupables de quelque malversation… Cet emploi systématique d'hommes à la moralité douteuse pour gouverner le Tibet me paraît exécrable. Cette politique déplaît certainement au Grand Lama et aux Tibétains, et elle tend à attiser leur prévention contre le gouvernement chinois. Si je me fie à ce que j'ai vu et entendu, je ne puis m'empêcher de songer que les Tibétains se libéreraient sans trop de regrets de l'influence chinoise. »